# Giovanni Songoro
Giovanni Songoro est un footballeur international réunionnais qui évolue au poste de défenseur et reconverti entraîneur. Il est depuis la saison 2021, l'entraîneur de l'ASC Grands Bois

## 20 ans d'histoire avec l'US Stade Tamponnaise
Giovanni Songoro fait ses débuts en D1P en novembre 1994 face à la Saint-Pauloise. En 1995, il s'installe peu à peu comme un véritable piller dans la défense tamponnaise, en jouant d'abord dans le couloir droit avant de passer dans l'axe. Après quelques essais au Stade Rennais, le tamponnais va devenir à cette époque-là, l'une des révélations de la Réunion en défense et peut espérer frapper aux portes de la sélection. Son premier but en D1P, il l'a inscrit en 1996. 
Son premier trophée, il le remporte en 1998, il s'agit de la coupe régionale de France. L'année suivante, c'est le championnat que Songoro emporte. En 2003, il va inscrire son premier (et unique actuellement) triplé de sa carrière en championnat, et fera par la même occasion le triplé avec l'USST. Et de 2003 à 2007, Giovanni remporte six fois d'affilée le championnat et surtout pendant cette période forme avec Gaël Payet la meilleure défense du football réunionnais. La saison 2008 s'est annoncé décevante pour lui et son équipe qui a dominé le championnat tout au long de la saison mais se fait coiffer sur le poteau par la JS Saint-Pierroise. L'année suivante avec l'arrivée des nouveaux renforts particulièrement en défense, Songoro reste le patron et montre la voie pour récupérer le championnat perdu l'année dernière. 
L'année 2010 aura été particulièrement floue pour Giovanni alors qu'il était annoncé sur le départ à la suite d'un différend avec la mairie du Tampon, finalement un accord a été trouvé pour continuer l'aventure tamponnaise. Ce sera d'ailleurs l'année de son dernier titre de champion avec l'USST. En 2011, bien que le championnat soit perdu à la dernière journée, le tamponnais gagne toujours un titre, il s'agit de la coupe régionale de France. L'année suivante, c'est la coupe de la Réunion qu'il remporte et ce sera son dernier trophée avec la Tamponnaise car 2013 se termine sur une saison blanche de titre une première pour lui depuis 2002. Et c'est en 2014 que l'histoire s'arrêta avec son club formateur au bout de la dixième journée, le club est liquidé et il se retrouve sans club. Mais il marquera à jamais l'histoire du club en ayant joué pas moins de 550 matchs et 75 buts, ce qui fait de lui le défenseur le plus prolifique de l'histoire du club tamponnais et du football réunionnais.

### L'AS Excelsior un nouveau chapitre et fin de carrière
Après 20 ans de bons et loyaux services au sein du club tamponnais alors qu'on pensait qu'il arrêterait sa carrière, il signe à 38 ans dans son deuxième club de sa carrière. Après des premiers contacts noués avec la Saint-Louisienne, il opte finalement pour l'AS Excelsior avec comme challenge de remporter à nouveau un titre. Songoro fait ses débuts avec les tangos le 10 août 2014 contre la Jeanne d'Arc en coupe de la Réunion. Ses premiers titre ne va pas tarder non plus puisqu'il remporte la coupe de la Réunion et la coupe régionale de France la même année. La saison 2015 et dans la continuité de 2014, puisque Giovanni fait le doublé coupe de la Réunion, coupe Régionale de France. La saison 2016-2017 sera la dernière de sa carrière, il ne remportera pas de titre, mais participera néanmoins au 32e de finale de la Coupe de France face au LOSC le 7 janvier. Il disputera le dernier match de sa carrière le 12 avril 2017 contre la JS Piton Saint-Leu.

### Entraîneur (depuis 2021)
Après sa retraite sportive en 2017, il prend en charge les commandes des équipes des jeunes de l'AS Excelsior entre 2017 et 2020. En 2021, il est nommé comme nouvel entraîneur de l'ASC Grands Bois (Saint-Pierre) pensionnaire de Régionale 2.

## Palmarès
- Champion de La Réunion en 1999, 2003, 2004, 2005, 2006, 2007, 2009, 2010 avec l'US Stade Tamponnaise
- Vainqueur de la Coupe de La Réunion en 2003, 2008 et 2009,2012 avec l'US Stade Tamponnaise, 2014 et 2015 avec l'AS Excelsior.
- Vainqueur de la Coupe des clubs champions de l'océan Indien en 2011 avec l'US Stade Tamponnaise
- Vainqueur des jeux des îles en 2007 avec la sélection réunionnaise

## Sources
- Fiche du joueur sur footmercato.net